# Thomas Bropleh
Thomas Bropleh   (Denver, 17 d'agost de 1991) és un jugador de bàsquet estatunidenc amb nacionalitat liberiana que mesura 1,96 metres i actualment juga a l'Hiopos Lleida de la Lliga ACB.

## Trajectòria
Es va graduar de la Boise State University de la National Collegiate Athletic Association i, després de no ser draftejat el 2014, va fer el salt a Europa per a jugar a les files del Finke baskets Paderborn alemany. En la següent temporada va jugar a la NBA G League, a les files del Texas Legends, per a després tornar a Europa i jugar a la secció de bàsquet del Futebol Clube do Porto.
El febrer de 2017 va abandonar l'equip portuguès per a reforçar el Club Baloncesto Breogán de la LEB Or, fins al final de la temporada 2016-17. El 10 d'agost de 2020 es va fer oficial el seu fitxatge pel Covirán Granada de la LEB Or. El 7 de juliol de 2023 va signar per una temporada pel Veltex Shizuoka japonès.